# Septum-Piercing
Ein Septum-Piercing ist ein Piercing durch das Bindegewebe unterhalb des Nasenscheidewandknorpels. Der Name leitet sich von dem lateinischen Begriff für diese ab: Septum nasi. Es ist eines der ältesten Piercings und weltweit in vielen Kulturen traditionell vertreten.

## Geschichte und Kultur
Das Septumpiercing ist traditionell eines der am weitesten verbreiteten Piercings gleich nach dem Ohrpiercing und findet sich auch in weit mehr Kulturen als das Nostril-Piercing. Es wurde häufig bei Kriegern verschiedener Stammesgesellschaften getragen und im Rahmen von Initiations-Ritualen gestochen.

### Afrika

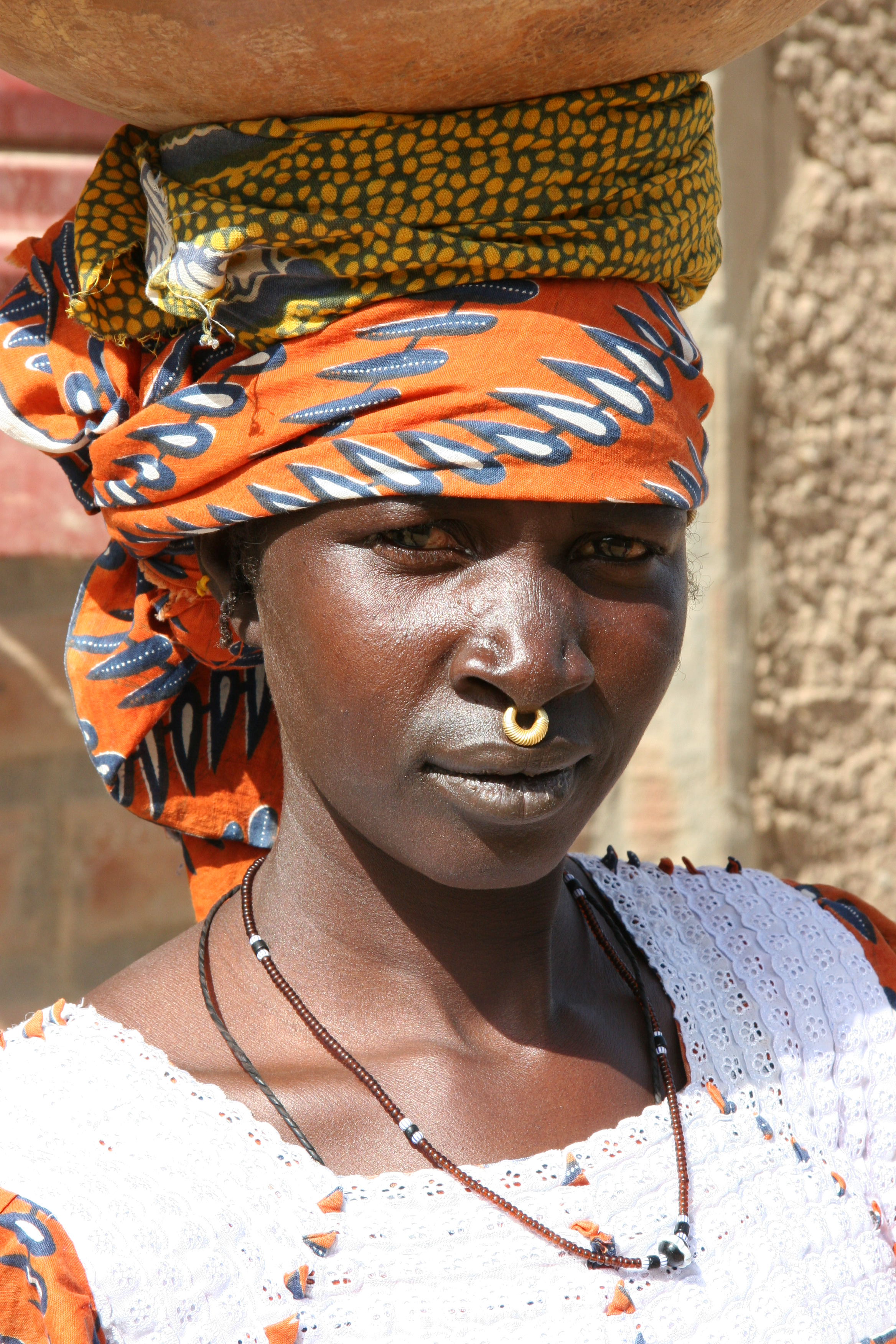
Fulbe-Frau in Mali

Die Männer der Turkana und der Pokot, Völker im Nordosten von Kenia, trugen teilweise aus Aluminium gefertigte Anhänger mit detaillierten Prägungen in Form von Blättern im Septum. Der gleiche Schmuck wurde auch im oberen Ohrbereich der Turkana-Frauen eingesetzt.

Frauen des ehemaligen Nomaden-Volks Fulbe, das mittlerweile in vielen Staaten sesshaft geworden ist, tragen als Zeichen des Reichtums neben Ohr-, Hals- und Fußschmuck auch Goldringe im Septum, deren Ornamente meist an Pflanzen oder Tiere erinnern.

### Asien

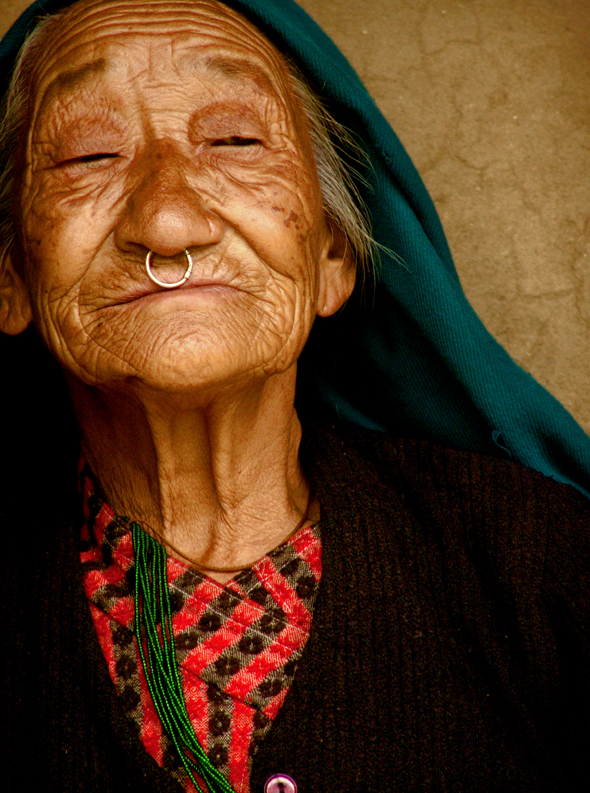
Septum-Piercing einer Frau aus Sikkim, Indien

Eine Stele des assyrischen Königs Assurhaddon von 672 v. Chr. aus Zincirli zeigt, wie Assurhaddon die winzig kleinen Könige von Tyros und Ägypten an Seilen hält, die in den Nasenringen der Unterworfenen befestigt sind. Dies stellt wohl kaum einen realen Vorgang dar, sondern soll die sklavenähnliche Abhängigkeit der Vasallen zeigen.
Verbreitet ist das Piercing in der Nasenscheidewand auch in Indien, Sikkim, Nepal und Tibet, mit teilweise auch erheblich großen Schmuckstücken. Dort sind auch übergroße Schmuckringe, sogenannte „Bulaks“ zu finden, die sich bis über die Mundpartie erstrecken.

### Amerika

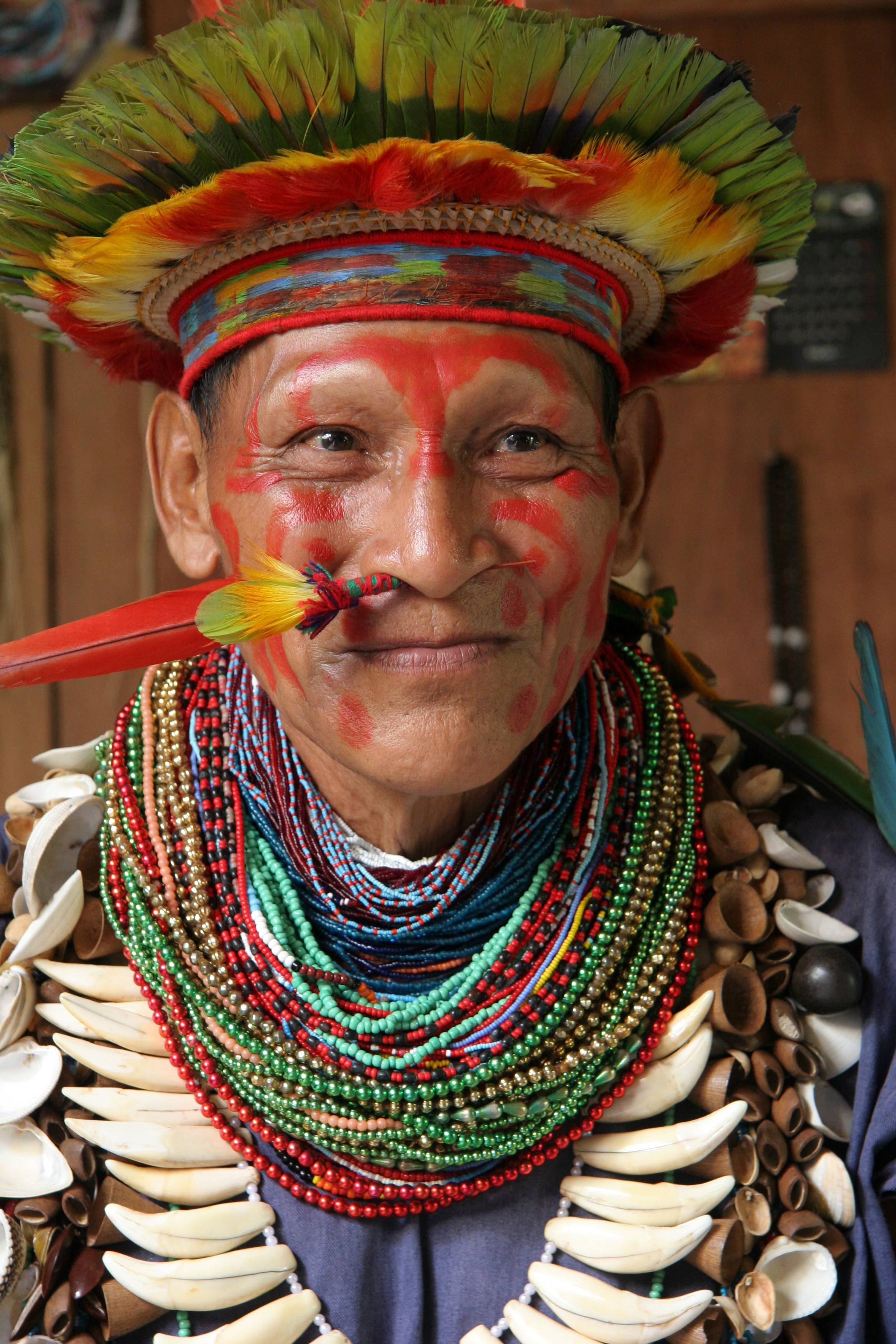
Federschmuck im Amazonas

Septum-Piercings waren bereits bei den Azteken, Maya und Inka verbreitet, die aus religiösen Gründen verschiedenste Schmuckstücke aus Jade oder Gold einsetzten. Diese Tradition wird teilweise heute noch von den Kuna in Panama fortgesetzt.
In Nordamerika wurden Septum-Piercings von sowohl männlichen als auch weiblichen Angehörigen verschiedener indigener Stämme wie beispielsweise den Haida oder den Tlingit getragen, bei denen auch Labret-Piercings verbreitet waren.
Die Nez Percé (franz. „durchbohrte Nase“), ein indigenes-Volk des Columbia River Plateau des Pazifischen Nordwestens der USA, wurden den Berichten der Lewis-und-Clark-Expedition von 1805 als Chopunnish bezeichnet – eine Adaption des Begriffs cú·pŉitpeľu („das gepiercte Volk“, abgeleitet von cú·pŉit „Piercing mit einem spitzen Gegenstand“ und peľu „Volk“). Da sie jedoch keinerlei Nasenpiercings oder sonstige Schmuckstücke trugen, war der Name „durchbohrte Nasen“ eine unzutreffende Bezeichnung und wahrscheinlich auf eine Verwechslung mit den am Unterlauf des Columbia River lebenden Chinook, zurückzuführen, die mit den Nez Percé Fischgründe und Handelsplätze teilten.
Auch die Häuptlinge der Shawnee, Tenskwatawa und Tecumseh trugen entsprechende Nasenringe.

Die Frauen der Aleuten befestigten Perlenketten am Septumkanal, die sie bis über das Kinn herabhängen ließen. Die Ketten waren aus Muscheln, Korallen oder Ambra gefertigt und konnten Ausdruck des gesellschaftlichen Standes sein.

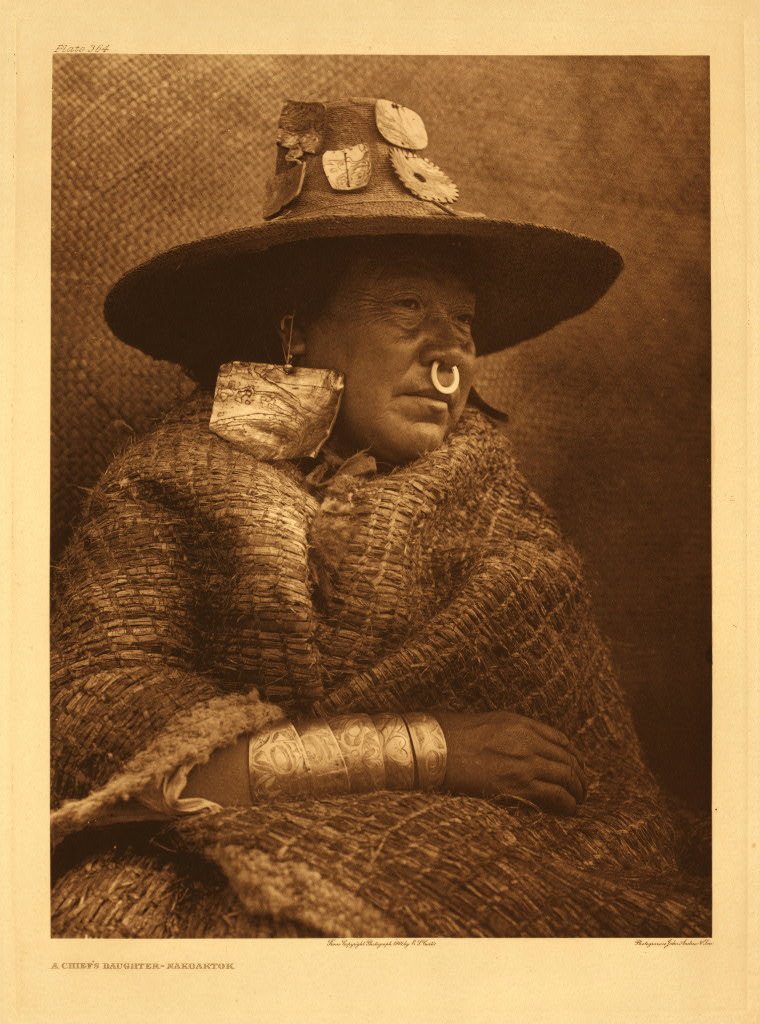
Kwakwaka'wakw

Unter indigenen Stämmen Vancouver Island waren Septum-Piercings auf der kanadischen Pazifikinsel Vancouver Island verbreitet. Indigene Völker am Nootka Sound in der Provinz British Columbia setzten Schmuck aus Messing oder Kupfer in das Piercing der zur Oberlippe herabhing. Bekannt für ihren Schmuck waren unter anderem die Kwakwaka'wakw, die Nuu-chah-nulth und die Hesquiaht.
Indigene im Amazonasbecken trugen traditionell große, bunte Federn des Ara oder der Türkisvögel in der Nase, so beispielsweise die Karajá in Tocantins, einem Bundesstaat im mittleren Norden von Brasilien. Bei den Marubo tragen sowohl Kinder als auch Erwachsene Perlenketten, die über das Gesicht von einem Ohr zum anderen hängen und durch die Nasenscheidewand gezogen werden. Sie sind aus kleinen Schneckenhäusern gefertigt die von den Frauen aufgefädelt werden. Die Männer der Matis, einem Volk das in Brasilien nahe der peruanischen Grenze beheimatet ist, tragen neben anderen Piercings im Gesicht und den Ohren auch Tusks durch das Septum.

Die Pataxó, ein indigener Stamm im brasilianischen Bundesstaat Bahia, sowie die Akuntsu aus Rondônia und die Bororo, aus dem Süden von Mato Grosso und dem Bundesstaat Goiás in Bolivien trugen ebenfalls, teilweise auch heute noch, Schmuck im Septum und den Lippen, sowie geweitete Löcher in den Ohren.

In der eher matriarchalisch geprägten Gesellschaft der Yanomami tragen bereits die Kinder teilweise sowohl bis zu drei symmetrisch angeordnete Labret-Piercings in der Unterlippe als auch Stäbe durch die Nasenscheidewand.

### Pazifik
Das Septum-Piercing ist bei Männern vieler Stämme der Salomonen und Neuguineas verbreitet. In dieser Gegend ist es üblich sogenannte Tusks mit teilweise besonders großen Durchmessern zu tragen. Gestochen wurden die Löcher in der Regel mit dem spitzen Ende der Süßkartoffel-Pflanze. Für das Ritual wird das Kopfhaar bis auf einen Büschel entfernt und das Gesicht mit Kohle schwarz angemalt. Als Schmuck wurde häufig Gewaff, die Eckzähne des männlichen Wildschweins, getragen.
Die Krieger der Asmat, einem Naturvolk in Irian Jaya, fielen mit besonders martialisch wirkendem Nasenschmuck, sogenannten „bipane“, auf. Dabei handelte es sich um flache, bis zu mehreren Zentimeter breiten Muschelplatten, deren Form an das Gewaff der Wildschweine erinnert. Um den in der Nasenscheidewand sitzenden Steg wurde dem Tragekomfort wegen ein oft auch wohlriechendes Harz aufgetragen. Andere Schmuckstücke der Asmat für das stark geweitete oder eingeschnittene Septum waren aus Schweineknochen, oder mitunter auch aus dem Schienbein eines getöteten Feindes gefertigt und wurden „ooch“ oder „otsj“ genannt. Diese konnten einen Durchmesser von bis zu 25 Millimetern aufweisen.
Die Aborigines trugen teilweise lange Stäbe oder Knochen in der Nasenscheidewand um die Nase aus ästhetisch-erotischen Gründen platter erscheinen zu lassen.

### Westlicher Kulturkreis

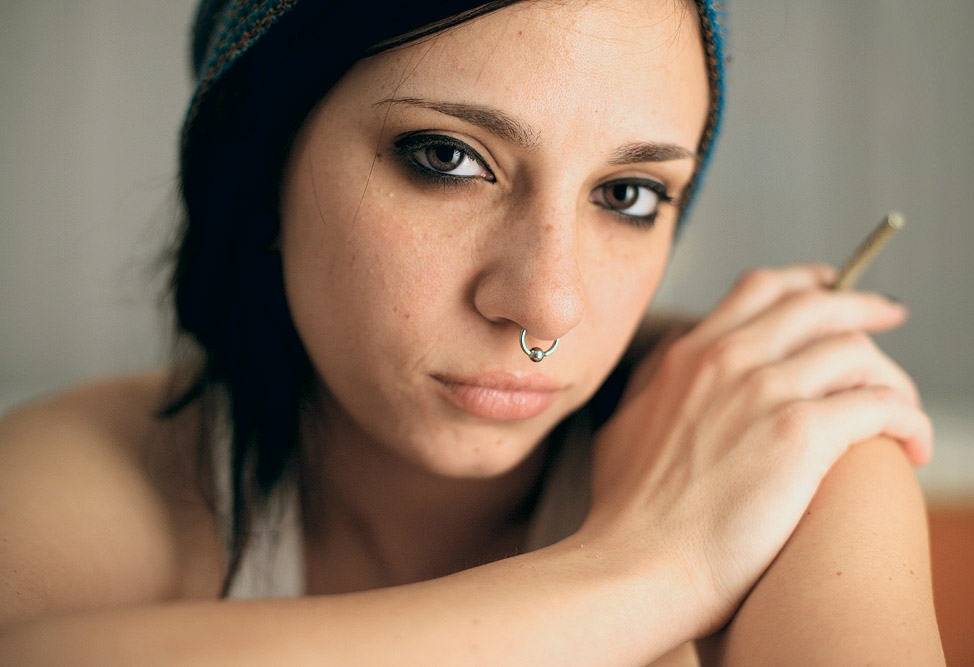
Modernes Septum-Piercing mit einem Ball Closure Ring

Im westlichen Kulturkreis ist das Septum-Piercing weitaus weniger verbreitet als das Nostril-Piercing durch den Nasenflügel und blickt auf keine längere Tradition zurück. Es erfreute sich jedoch seit den 1990er Jahren, besonders in jugend- und subkulturellen Kreisen, zunehmender Beliebtheit. Die Schauspielerin Scarlett Johansson findet sich beispielsweise unter den prominenten Trägern. 2013 ließ sich die Sängerin Lady Gaga ein Septum-Piercing stechen und dies in einem Video dokumentieren. Das Video veröffentlichte sie anschließend und erregte damit Aufmerksamkeit in der Boulevardpresse.

## Durchführung und Heilung

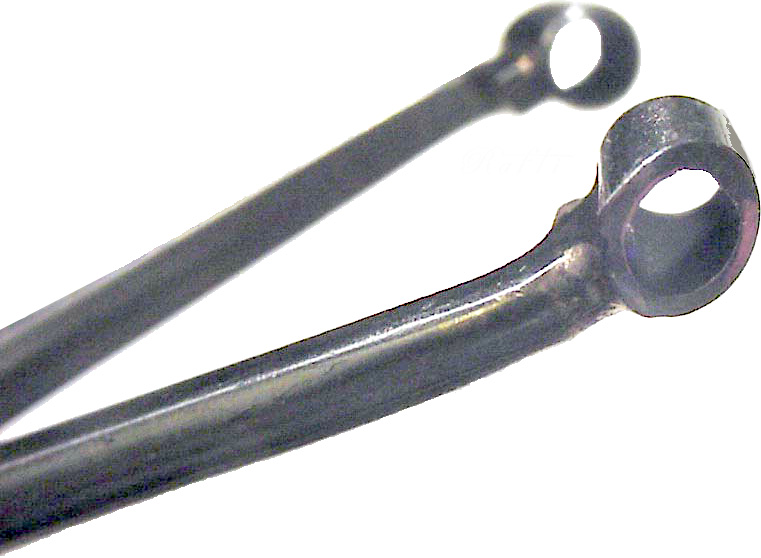
Septumklemme

Das Septum-Piercing ist schwierig gerade zu stechen, da die Nasenscheidewand gewöhnlich Unebenheiten aufweist, welche ausgeglichen werden müssen. Deshalb wird in manchen Piercingstudios eine spezielle Septum-Klemmzange verwendet, deren obere Öffnungen aus zwei offenen Zylindern bestehen, die die Nadel gerade führen. Häufig wird das Gewebe auch durch das Gegenhalten einer Receiving Tube stabilisiert.
Ein Piercer sollte in der Lage sein, das Piercing nur durch das dünne Häutchen der Nasenscheidewand zu stechen, sodass kein Knorpel getroffen wird. In diesem Fall fällt der Schmerz eher gering aus. Im anderen Fall kann es sehr schmerzhaft sein. Wird der Knorpel getroffen, besteht außerdem ein höheres Risiko einer Entzündung oder Abszessbildung. Der Stichkanal kann oder muss in manchen Fällen auch unterhalb des Knorpelgewebes der Nasenscheidewand angesetzt werden. Eine Reibung am Knorpel der Nasenscheidewand ist zu vermeiden. Im Idealfall wird dieses Piercing also zwischen den Knorpel der Nasenscheidewand und den unteren Knorpel der Nase gestochen. Die Anatomie des Kunden entscheidet die Positionierung.
Der Heilungsprozess dauert etwa zwei bis drei Monate. Besonders bei Schnupfen muss auf gründliche Hygiene geachtet werden.

## Schmuck

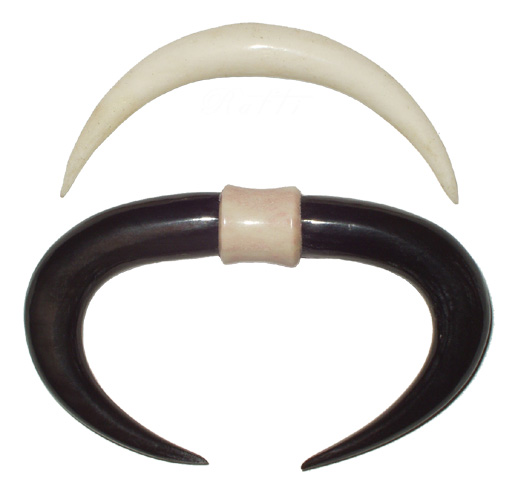
Septum-Tusks

Zum Ersteinsatz wird meist ein Curved Barbell mit einer Materialstärke von 1,2 oder 1,6 Millimetern verwendet. Später kann das Piercing vorsichtig geweitet werden, um Piercingschmuck mit größerem Durchmesser einsetzen zu können. Der Knorpel der Nasenscheidewand kann dabei nachhaltig deformiert werden.
Verbreitet sind zudem gerade oder gebogene Spikes, sogenannte Septum-Tusks (Stoßzähne), in verschiedenen Längen und Materialstärken aus Metall, Knochen, Holz oder ähnlichen Naturmaterialien oder auch Kunststoffen, deren Design auf den traditionellen Schmuck kriegerischer Volksstämme zurückgeht.
Um das Piercing nicht öffentlich zu zeigen, kann ein Septum Retainer eingesetzt werden oder ein Circular Barbell, der nach oben in die Nasenhöhle geklappt wird, das Zuwachsen des Stichkanals verhindert und optisch kaum wahrgenommen werden kann.

## Motiv in der Kunst
Im Museo Arqueológico Nacional de España befinden sich Terrakotta-Skulpturen mit eingesetzten Septum-Ringen aus dem 5. oder 4. Jahrhundert vor Christus, die auf dem Mühlenhügel der Stadt Ibiza gefunden wurden.

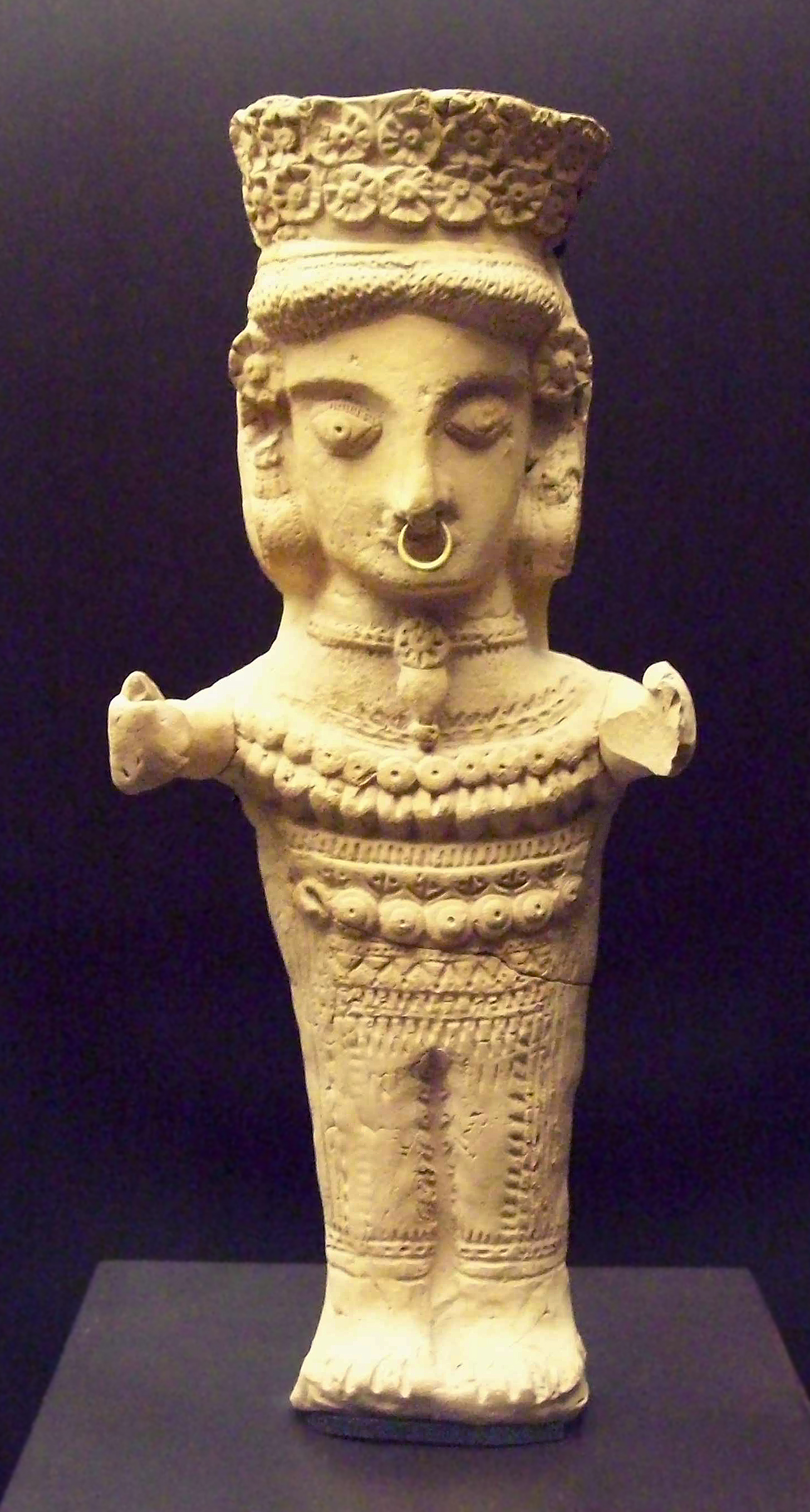
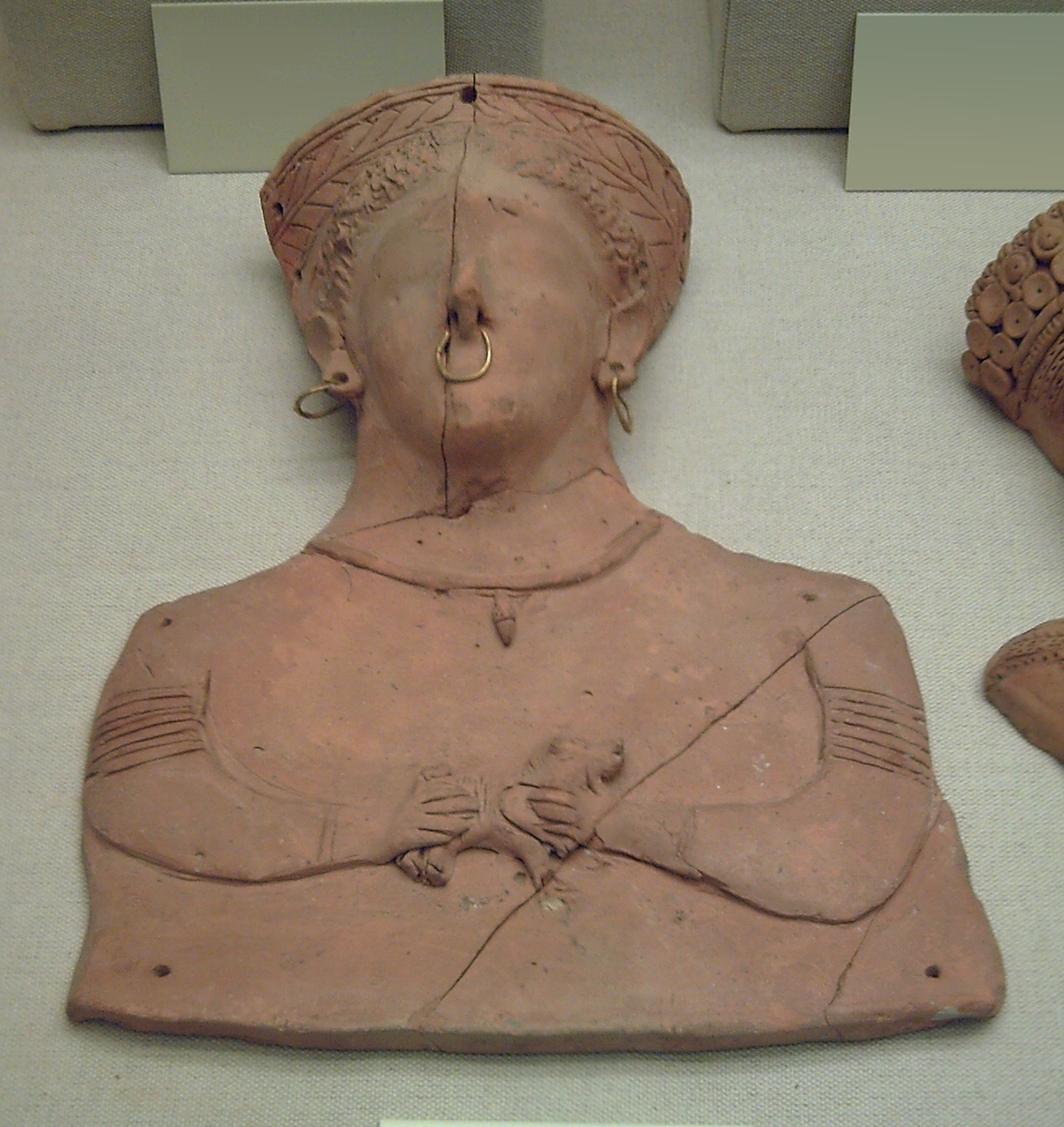

Septum-Piercings sind zudem als Motiv auf Ton-Skulpturen aus dem mexikanischen Nayarit zu sehen, die um 300 vor Christus angefertigt wurden und zum Bestand des Walters Art Museum in Baltimore gehören.

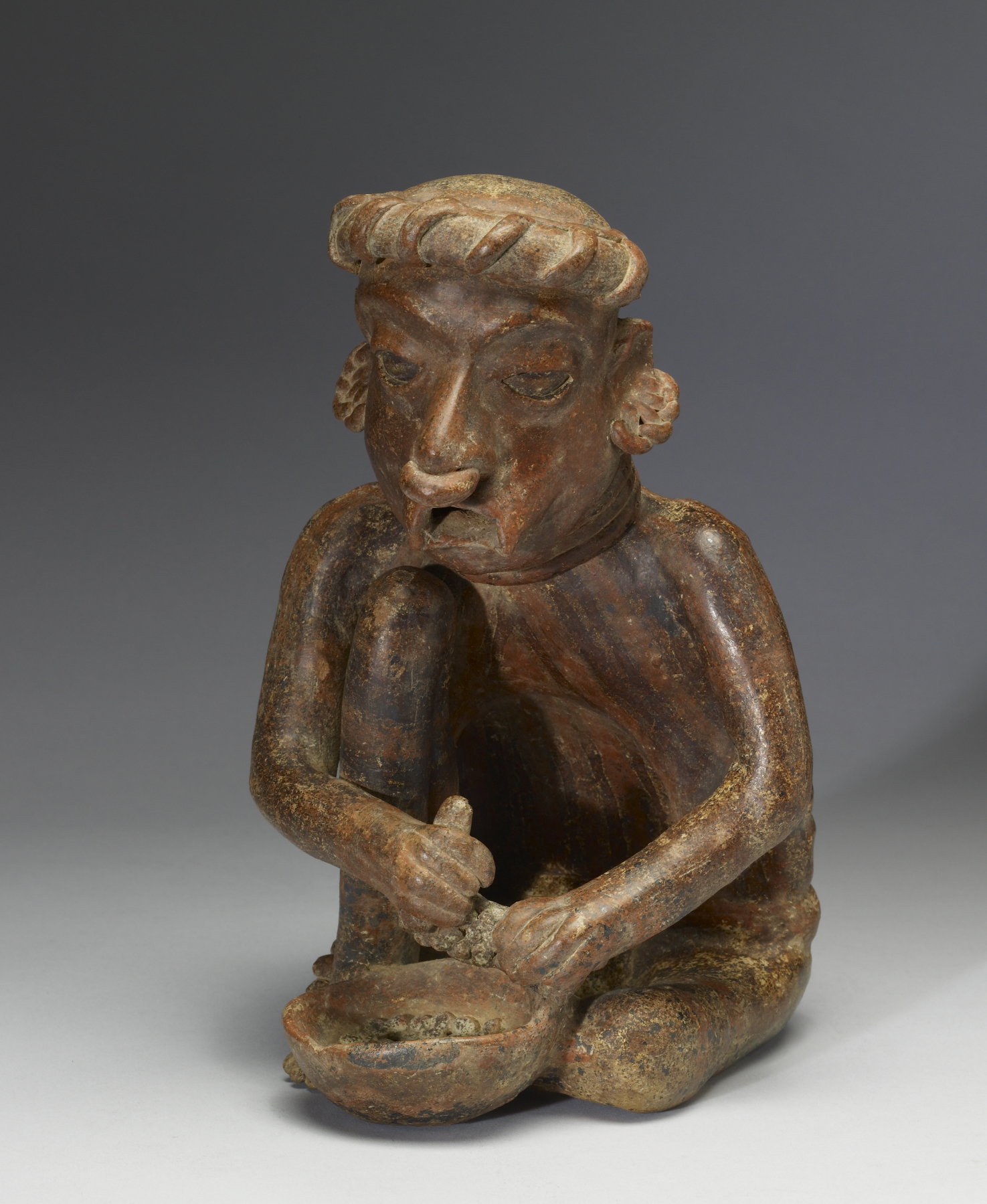
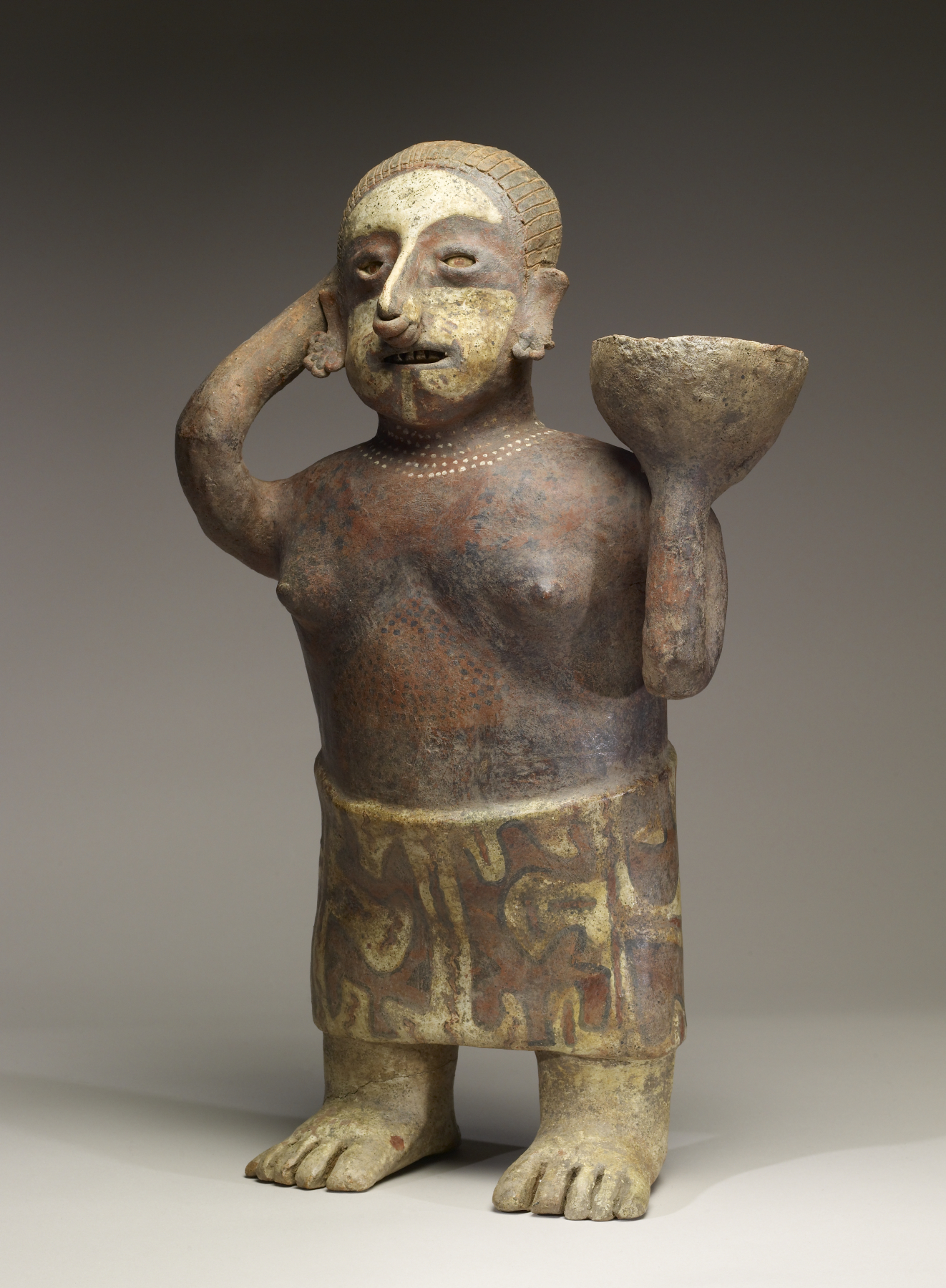
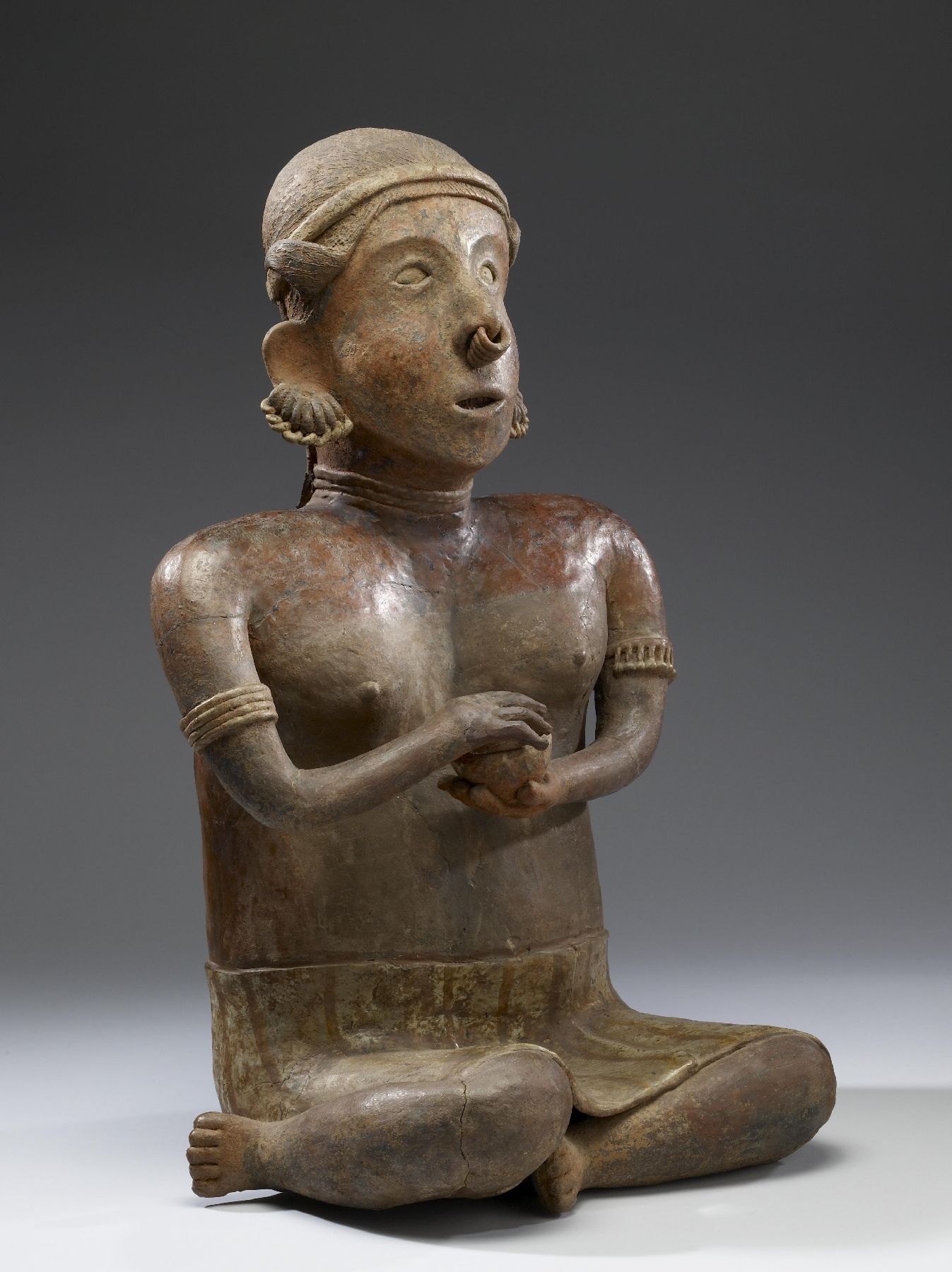
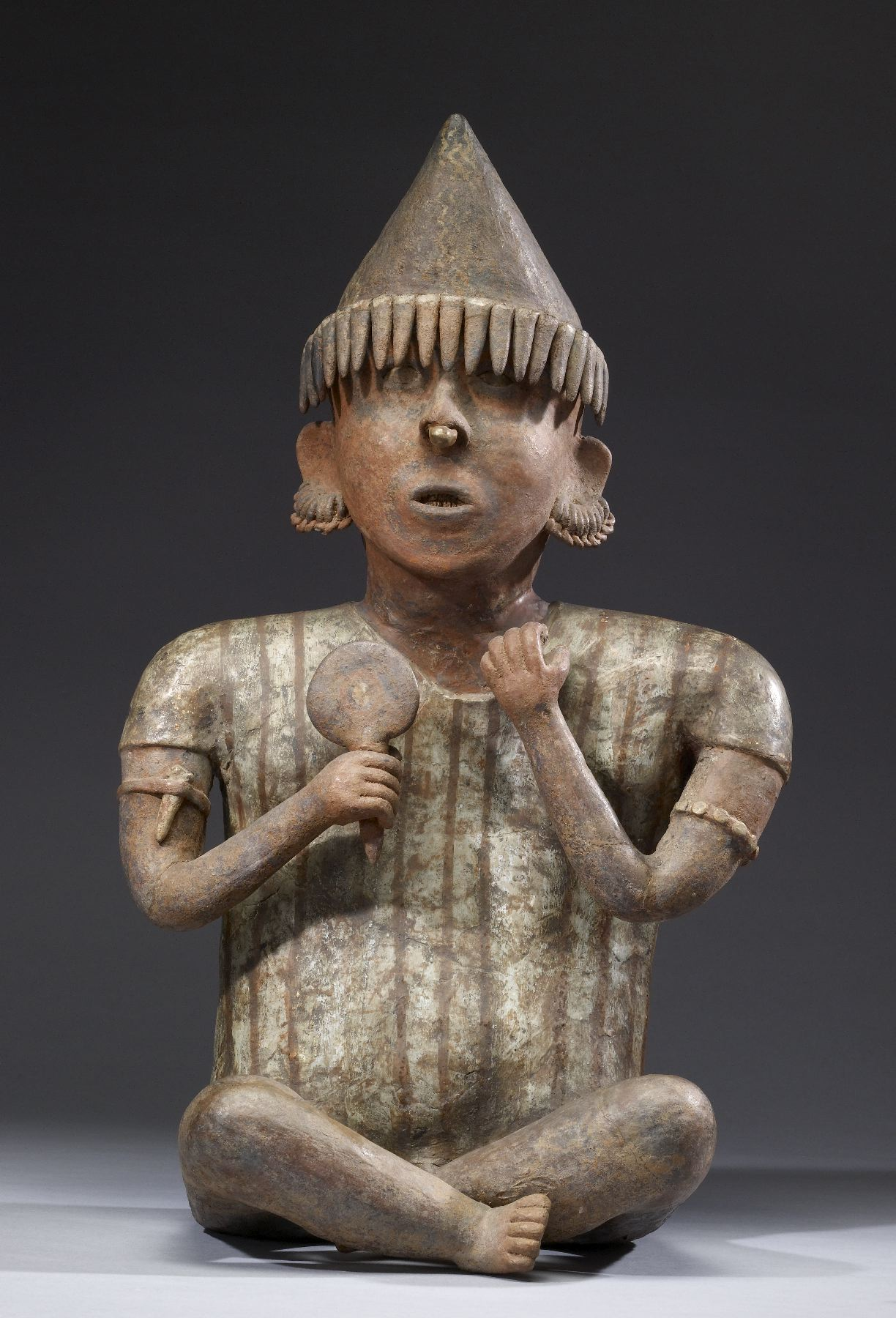

Gemälde aus dem 19. Jahrhundert mit Indianer-Porträts des Künstlers George Catlin, ausgestellt in der National Gallery of Art in Washington, D.C., oder Gemälde des Künstlers Charles Bird King, zeigen die Häuptlinge mit Septum-Piercings. Ebenso Bilder des britischen Künstlers John Webber.

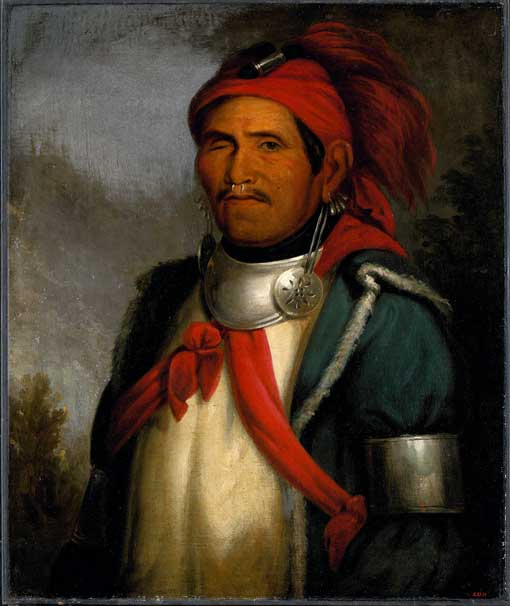
Gemälde von Charles Bird King
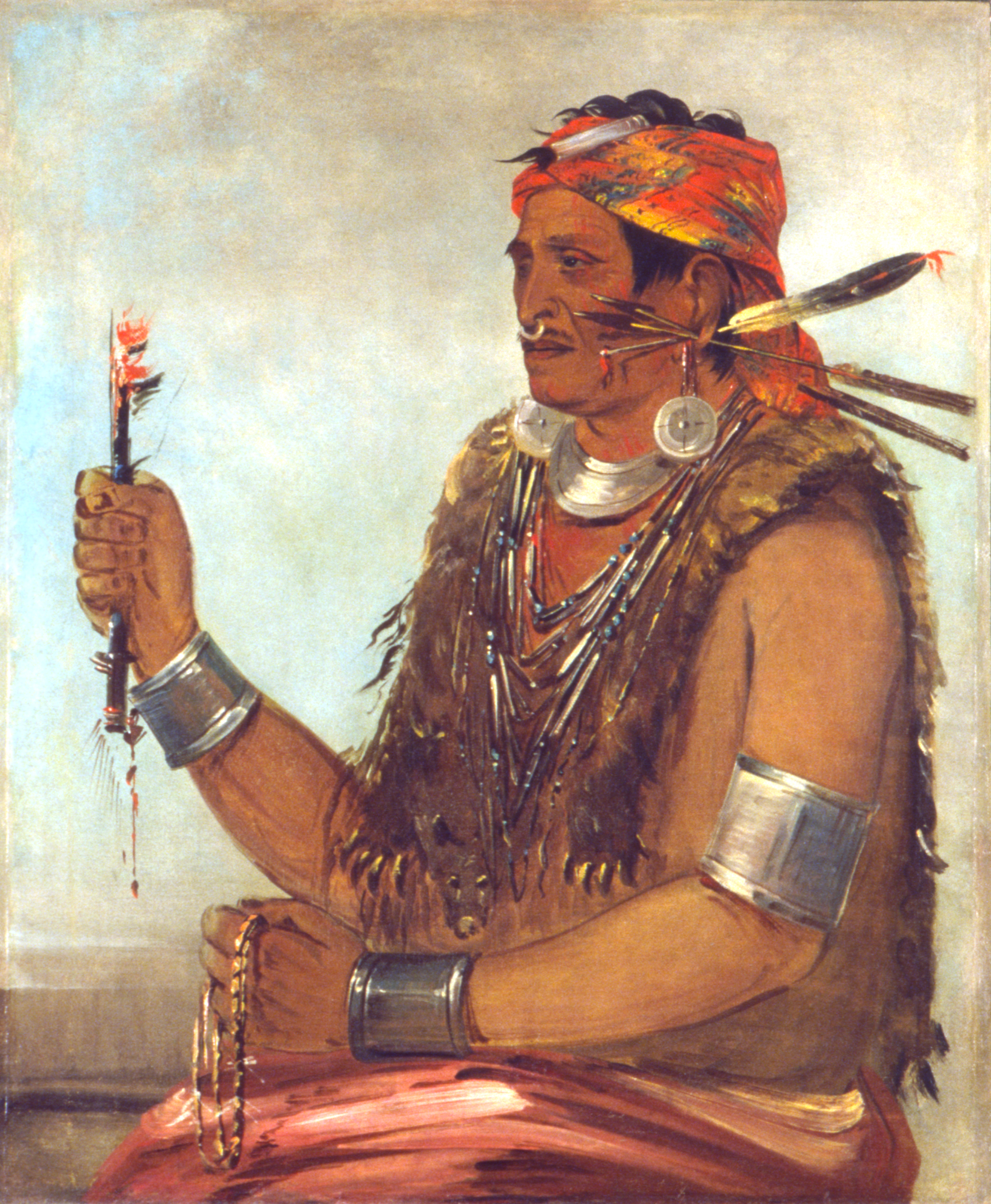
Gemälde von George Catlin
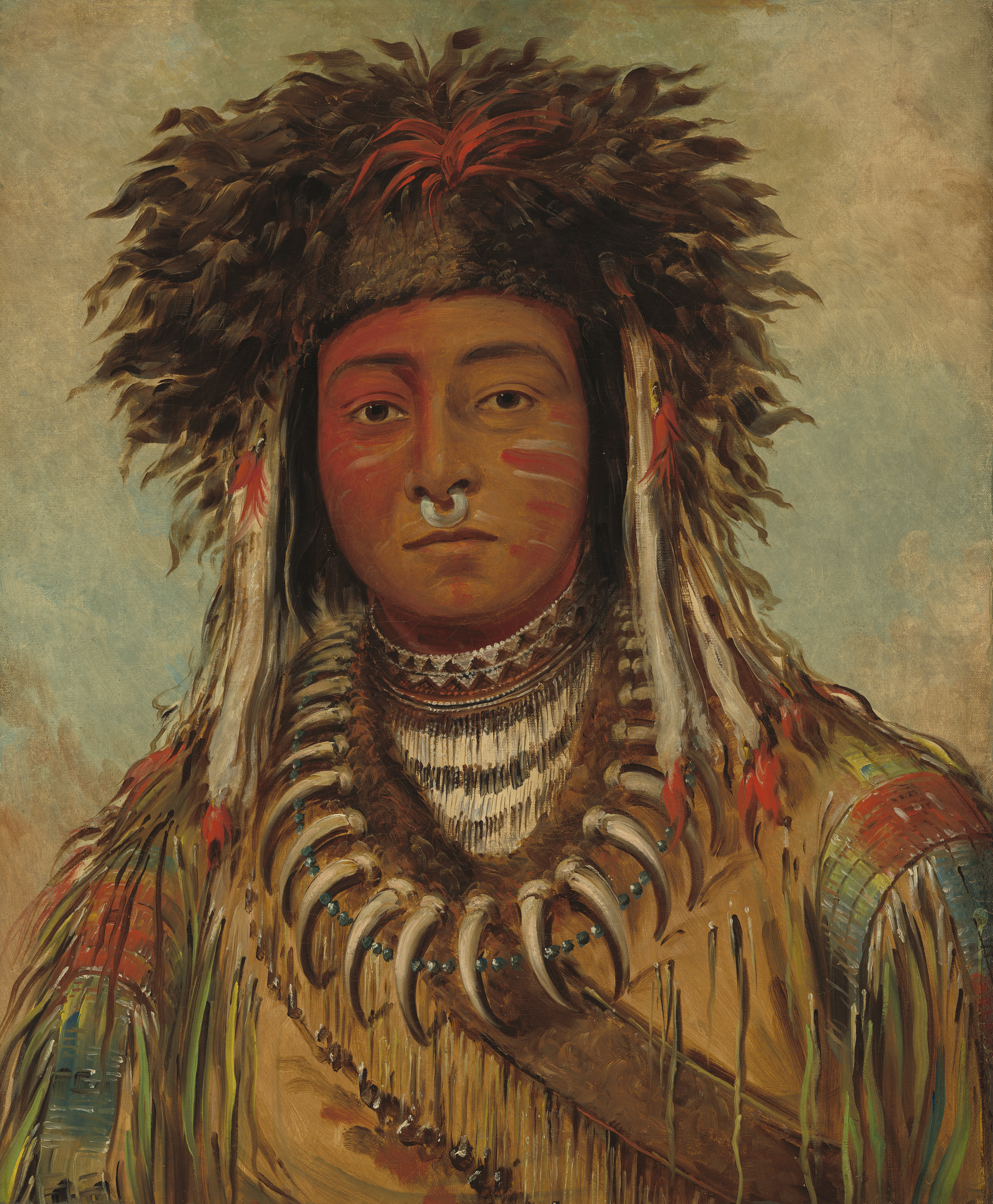
Gemälde von George Catlin
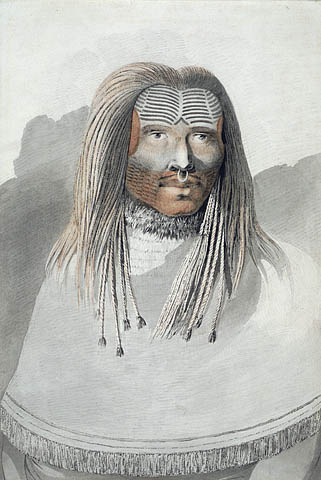
Gemälde von John Webber

## Nasenringe bei Tieren

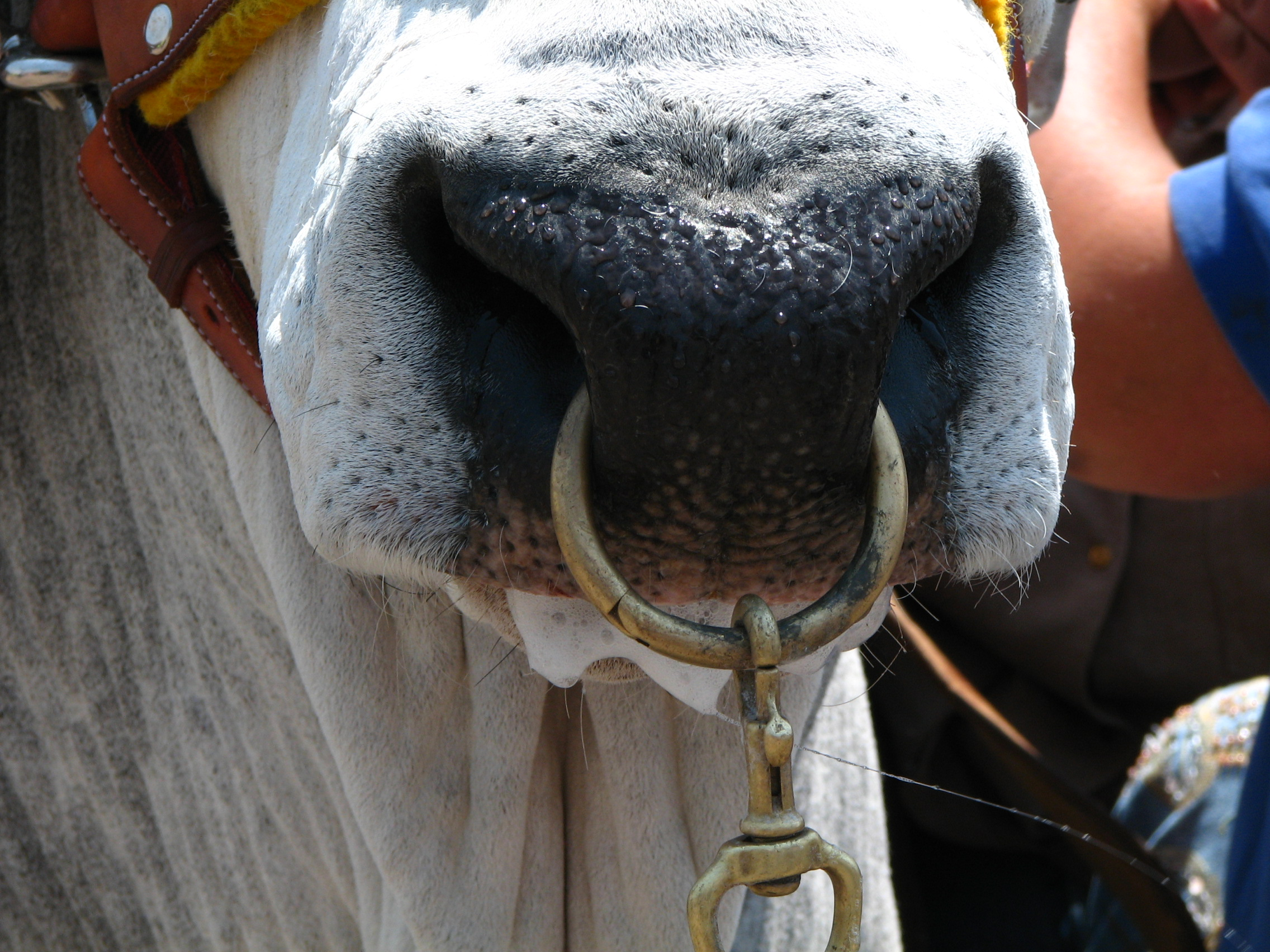
Ein durch das Septum gezogener Nasenring bei einem Hausrind

Gelegentlich werden bei Bullen Messingringe in die Nasenscheidewand eingesetzt, um sie besser bändigen zu können. Auch beim Tanzbär ist diese Praxis üblich. Der Bär wird an dem Nasenring angekettet. Auch dient er als Befestigung für eine Leine, an der der Bär geführt wird. Nasenringe bei Schweinen sollen das Wühlen verhindern.

## Ähnliche Piercings
Weitere Piercings im Bereich der Nase sind das klassische Nostril-Piercing durch den Nasenflügel, das Bridge auf dem Nasenrücken zwischen den Augen, der Austin Bar durch die Nasenspitze, und der Nasallang, welcher sowohl durch beide Nasenflügel als auch die Nasenscheidewand führt.